# The Final Album
«Final Album» (с англ. — «Последний альбом») — сборник немецкой диско-группы Modern Talking, вышедший в 2003 году. Состоит из всех синглов группы.

## Список композиций
1. «You’re My Heart, You’re My Soul»
2. «You Can Win If You Want»
3. «Cheri, Cheri Lady»
4. «Brother Louie»
5. «Atlantis Is Calling (S.O.S. For Love)»
6. «Geronimo's Cadillac»
7. «Give Me Peace On Earth»
8. «Jet Airliner»
9. «In 100 Years»
10. «You’re My Heart, You’re My Soul '98»
11. «Brother Louie '98»
12. «You Are Not Alone»
13. «Sexy Sexy Lover»
14. «China In Her Eyes»
15. «Don’t Take Away My Heart»
16. «Win the Race»
17. «Last Exit to Brooklyn»
18. «Ready For the Victory»
19. «Juliet»
20. «TV Makes the Superstar»

## Высшие позиции в чартах
- Германия — 3 место.
- Австрия — 39 место.
- Европа — 14 место.